# شياو هوي وانغ
شياو هوي وانغ (بالصينية: 王小慧) هي مصورة صينية، ولدت في 15 يونيو 1957 في تيانجين في الصين.